# 빌마 엘르
빌마 엘르(Wilma Elles, 1986년 10월 18일 ~ )는 독일의 배우, 모델, 패션 디자이너이다.

## 출연 작품
- 원 데이 오어 어나더 (2012)